# Marta Vančurová
Marta Vančurová (* 7. září 1948 Praha-Lhotka) je česká herečka.

## Kariéra
Po maturitě na SVVŠ Budějovická v roce 1966 absolvovala roku 1972 DAMU a získala angažmá v Realistickém divadle Zdeňka Nejedlého. Od roku 1990 je členkou souboru Divadla na Vinohradech.
Ve filmu začala účinkovat ještě během svého studia, její první rolí byla Zdena v experimentální hříčce Jiřího Suchého Nevěsta (1970). Mezi její nejznámější filmové role patří Blanka v komedii Jáchyme, hoď ho do stroje! (1974) nebo maminka v Kachyňově přepisu povídky Oty Pavla Smrt krásných srnců (1986).
Na 19. Mezinárodním filmovém festivalu Karlovy Vary 1974 (5.–18. července) byla oceněna Cenou za nejlepší ženský herecký výkon (Křišťálový glóbus) za roli ve filmu Milenci v roce jedna (1973).
Spolužáky Marty Vančurové na DAMU byli např. Kateřina Macháčková, Tomáš Töpfer, Jiří Lábus nebo Eva Hudečková (roz. Trejtnarová). V prvním ročníku je vyučoval Rudolf Hrušínský.

## Osobní život
Babička Marty Vančurové se za svobodna jmenovala Veverková (jejími příbuznými byli bratranci Veverkové). Partnerem Marty Vančurové byl dříve kameraman Jan Malíř.
Ve volném čase se Marta Vančurová věnuje rodině či chalupaření, má vztah k bylinkám a přírodě vůbec. Má kocoura, který se jmenuje Baterka.

## Divadelní role, výběr
- 1971 C. A. Puget: Šťastné dny, Perneta, Realistické divadlo Zdeňka Nejedlého, režie František Laurin
- 1972 Alois Jirásek: Lucerna, Hanička, Realistické divadlo Zdeňka Nejedlého, režie Karel Palouš
- 1975 F. M. Dostojevskij, Gaston Baty: Zločin a trest, Aljona, Soňa, Realistické divadlo Zdeňka Nejedlého, režie Karel Palouš
- 1985 Vasilij Šukšin: Čáry na dlani, Věrka-Němá, Realistické divadlo Zdeňka Nejedlého, režie Miroslav Krobot
- 1988 Tankred Dorst: Merlin aneb Pustá zem, Královna Ginevra, Realistické divadlo Zdeňka Nejedlého, režie Miroslav Krobot
- 1991 Pavel Kohout: Ubohý vrah, Taťána, Divadlo na Vinohradech, režie Luboš Pistorius j. h.
- 1995 Franz Werfel: Jacobowski a plukovník, Mariana, Divadlo na Vinohradech, režie Jiří Menzel
- 1999 Lillian Hellmanová: Podzimní zahrada, Nina, Divadlo na Vinohradech, režie Petr Kracik j. h.
- 2000 G. G. Márquez: Sto roků samoty, Visitación, Divadlo na Vinohradech, režie Petr Novotný j. h.
- 2004 William Shakespeare: Othello, Emilie, Divadlo na Vinohradech, režie Jan Novák

## Filmografie

### Film
- 1970 Nevěsta - role: Zdena, režie: Jiří Suchý
- 1970 Takže ahoj, režie: Vít Olmer
- 1973 Milenci v roce jedna, režie: Jaroslav Balík
- 1974 Jáchyme, hoď ho do stroje! – role: prodavačka Blanka, režie: Oldřich Lipský
- 1974 V každém pokoji žena, režie: Jaroslav Balík
- 1974 V každom počasí, režie: Ľudovít Filan
- 1976 Den pro mou lásku – role: Marie, režie: Juraj Herz
- 1977 Stíny horkého léta – role: Tereza Baranová, režie: František Vláčil
- 1977 Rusalka (filmová verze stejnojmenné opery Antonína Dvořáka), režie: Petr Weigl
- 1981 Sluníčko na houpačce (drama), režie: Jiří Adamec
- 1983 Putování Jana Amose (životopisný film), režie: Otakar Vávra
- 1984 Cesta kolem mé hlavy, režie: Jaroslav Papoušek
- 1985 Stín kapradiny, režie: František Vláčil
- 1986 Smrt krásných srnců – role: maminka, režie: Karel Kachyňa
- 1987 Mág (životopisný film), režie: František Vláčil
- 1990 Jen o rodinných záležitostech, režie: Jiří Svoboda
- 1995 Hotel Woodstock (krátkometrážní studentský film), režie: Johanna Steiger-Antošová
- 1995 Má je pomsta, režie: Lordan Zafranović
- 1995 Cesta peklem, režie: Martin Hollý
- 1997 Svědectví (krátkometrážní film), režie: Jiří Strach
- 1999 Totem, tabu a andělé (krátkometrážní studentský film), režie: Karel Koula
- 2004 Bolero, režie: F. A. Brabec
- 2006 V tesnej blízkosti – studentský film, režie: Marta Ferencová
- 2009 Muži v říji – role: Pavla, režie: Robert Sedláček
- 2014 Poslední cyklista – role: matka Helgy, babička Klárky, Johana Braunová, režie: Jiří Svoboda
- 2018 Na krátko – role: Jakubova babička, režie: Jakub Šmíd

### Televize
- 1972 Královna Černá růže (TV filmová pohádka), režie: Josef Vondráček
- 1973 Jana Eyrová (seriál) – role: Jana Eyrová, režie: Věra Jordánová
- 1973 Dítě (TV film) – role: služka Františka, režie: Anna Procházková
- 1973 Sen noci svatojanské (TV film), režie: Jiří Bělka
- 1976 30 případů majora Zemana (TV seriál) – role: sestra Marie, režie: Jiří Sequens
- 1977 Kytice (TV cyklus Bakaláři), režie: Jaroslav Dudek
- 1978 Sázka pro dva, postava Laděny, režie: František Laurin
- 1981–1982 Tři spory (TV seriál), režie: Ludvík Ráža
- 1983 Tři mušketýři (TV film), režie: Ladislav Rychman
- 1985 Synové a dcery Jakuba skláře (TV seriál), režie: Jaroslav Dudek
- 1988 Lékaři (TV film), režie: Jaroslav Dudek
- 1989 Duhová vesnice (TV film), režie: Šóičiró Sasaki
- 1989 Osmý div světa (TV film), režie: Otakar Kosek
- 1991 Zachýsek zvaný Rumělka (TV film), režie: Svatava Simonová
- 1991 Hodina obrany (TV film), režie: Jaroslav Dudek
- 1991 Hledání v bílém obdélníku (TV film), režie: Jindřich Fairaizl
- 1995 Poutníci, režie: Vlasta Janečková
- 1997 Záhadná paní Savageová (TV film), režie: Pavel Háša
- 1998 Ex offo (TV film), režie: Jaromír Polišenský
- 2003 Útěky (TV film), režie: Jaroslav Brabec
- 2004 Zlatá brána (TV film), režie: Jaroslav Brabec
- 2005 Rána z milosti (TV film), režie: Jiří Svoboda
- 2006 Náves (TV seriál), režie: Jaroslav Hanuš
- 2011 Čerešňový chlapec (TV film), režie: Stanislav Párnický

### Práce pro rozhlas
- Alena Riegrová: Severní zámek, 1986, role: princezna Astrid[6]
- Jean Racine: Britannicus, 1991, Československý rozhlas, režie: Josef Melč, role: Junia[7]
- Oldřich Daněk: Vzpomínka na Hamleta, 1994, Český rozhlas, hráli: Královna norská (Marta Vančurová), Klaudius (Josef Vinklář), Horatio (Lukáš Hlavica), Kapitán (Jiří Klem) a hlášení a odhlášení (Hana Brothánková), dramaturgie: Oldřich Knitl, režie: Josef Henke[8]
- Charlotte Brontëová: Jana Eyrová, 1997, Český rozhlas, četba na pokračování, překlad: Jarmila Fastrová, četla Marta Vančurová, dramaturgie: Eva Ruxová, režie: Markéta Jahodová